# Djurgeografi
Djurgeografi eller zoogeografi är en gren av zoologin och biogeografin som behandlar djurens geografiska utbredning (nuvarande och tidigare) och de bakomliggande orsakerna. Djurgeografin behandlar utbrdningen av såväl arter, som taxa på högre eller lägre nivå. Djurgeografin kan betraktas utifrån olika synvinklar, dels en rent geografisk synvinkel och dels en ekologisk synvinkel.

## Djurgeografins historia
Att olika typer av djur förekommer på olika platser på jorden har varit känt sedan länge, och speciellt sedan de stora världsomfattande upptäcktsresorna under 1700-talet, vilka vanligen medförde zoologer (och botaniker) som samlade in exemplar. Den som kanske först, eller åtminstone mest markant, påvisade skillnaderna mellan olika faunor och försökte förklara dem var Georges-Louis Leclerc de Buffon. Det var dock först under 1800-talet med evolutionsteorins framväxt som en mera vetenskaplig djurgeografi uppstod. För Charles Darwin och, speciellt, Alfred Russel Wallace (som ibland kallas "djurgeografins fader") utgjorde djurgeografiska förhållanden mycket betydande argument för att evolution ägde rum - samtidigt som evolutionen förklarade många djurgeografiska företeelser. Darwin och Wallace föregicks inom djurgeografin dock av den engelske ornitologen Philip Lutley Sclater som 1858 publicerade On the general geographic distribution of the members of the class Aves, i vilket han publicerade indelningen av jorden i de sex djurgeografiska regioner som används än idag. Med upptäckten av kontinentaldriften har ytterligare ljus spridits över djurgeografin, samtidigt som såväl nuvarande som fossila utbredningar erbjudit stöd för kontinentaldriften.